# ゲーム (2ちゃんねる・5ちゃんねるカテゴリ)
ゲームは、匿名掲示板2ちゃんねる（2ちゃんねる (2ch.net)、2ちゃんねる (2ch.sc)、5ちゃんねる）において、複数の掲示板を方針や趣旨ごとにまとめたカテゴリの中の1つである。
各種ゲームに関する話題を話す板をまとめており、電源を必要とするテレビゲームやパソコンゲームだけでなく、テーブルゲームも取り扱っている。ただし、トランプ板（趣味カテゴリ）や麻雀・他板（ギャンブルカテゴリ）など、テーブルゲーム系の板の中にはゲームカテゴリに属していないものもある。
携帯型ゲーム・ネットゲームはゲームカテゴリではなく、それぞれ携帯型ゲームカテゴリ・ネットゲームカテゴリで取り扱う。
アダルトゲームに関してはPINKちゃんねるで扱うのでこのカテゴリには属さない。ただし、女向ゲーム大人板がゲームカテゴリに属するなど、例外もある。

## 歴史
- 1999年6月14日 - ゲーム板(現在はPCゲーム板)が新設される。
- 1999年10月24日 - 囲碁・将棋・ボードゲーム板が新設される。
- 2000年1月3日 - アーケード板、家庭用ゲーム板が新設され、ゲーム板はPCゲーム板に名称変更される。
- 2000年1月9日 - 管理人のひろゆきが個人的にフライトシムに関する情報を調べるためにフライトシム板が新設される。
- 2000年2月29日 - プレステ板が新設される。
- 2000年3月6日 - 家庭用ゲームから分離してギャルゲー板が新設される。
- 2000年4月4日 - 家庭用ゲームから分離してハード・業界板が新設される。
- 2000年7月11日 - 家庭用ゲームから分離してFF・ドラクエ板が新設される。
- 2000年9月11日 - 囲碁・将棋・ボードゲーム板が囲碁・将棋板と卓上ゲーム板に分割される。
- 2000年11月5日 - 家庭用ゲームから分離してポケモン板(現在は携帯ゲームカテゴリに所属)が新設される。
- 2001年2月27日 - 家庭用ゲームから分離してレトロゲーム板が新設される。
- 2001年4月10日 - 家庭用ゲームから分離して家ゲー攻略板が新設される。
- 2001年10月22日 - 雑談スレなどを集める場所としてゲームサロン板が新設される。
- 2003年2月17日 - 家庭用ゲームを分割して家ゲーRPG板が新設される。
- 2003年10月17日 - ボーイズゲー板とガールズゲー板が新設される。
- 2003年10月30日 - ボーイズゲー板が女向ゲー大人板、ガールズゲー板が女向ゲー一般板に板名変更される。
- 2003年11月5日 - クイズ・雑学板が新設される。
- 2004年8月11日 - カードゲーム板（当時は趣味カテゴリ所属のトランプ板）が新設される。
- 2005年5月6日 - ゲーム系板の大編成が行われ、以下の22板ができた。
  - ゲーム速報板
  - 家ゲーSRPG板
  - ロボットゲー板
  - 家ゲースポーツ板(現在はスポーツ・RACE板)
  - 歴史ゲーム板
  - 音ゲー板
  - 格闘ゲーム板
  - シューティング板
  - 洋ゲー板(現在はPCアクション板)
  - 携帯ゲームソフト板(現在は携帯ゲームカテゴリに所属)
  - 家ゲーレトロ板
  - 90年代家庭用ゲーム板(現在はレトロ32bit以上板)
  - メダル・プライズ板
  - ゲーセン板
  - 同人ゲーム板
  - ブラウザゲーム板
  - TCG板
  - 囲碁・オセロ板(囲碁・将棋板を分割、囲碁・将棋板を将棋・チェス板に板名変更)
  - 裏技・改造板
  - ゲームキャラ板
  - 携帯ゲームキャラクター板(現在は携帯ゲームカテゴリに所属)
  - ゲーム音楽
- 2005年5月7日 - 分割が行われ家ゲACT攻略板、家ゲRPG攻略板が新設された。
- 2005年12月15日 - Wi-Fi板(現在は携帯ゲームカテゴリに所属)が新設された。
- 2008年12月10日 - アケゲーレトロ板、家庭用ゲーム大人板(現在は家ゲーZ区分板)が新設された。
- 2014年5月24日 - 東方Project板が新設。
- 2014年5月30日 - モンハン板が新設。
- 2017年7月28日 - カードゲーム板が趣味からゲームにカテゴリ変更。

## 掲示板
42個の板からなる（2017年7月現在）。

### ゲームサロン板
ほかのゲーム系板と異なり特定のゲームソフトではなくおもにゲームというジャンル全体の話をする板。ゲームとは関係ない雑談をするスレも多い。正式名称は「ゲームサロン＠2ch掲示板」。ローカルルールでは「各板での板違い & ごみ箱以前」を扱うとされている。その他については現状ではとくに定められていない。荒らしとされる投稿の削除基準は、基本的に2ちゃんねる全体のガイドラインが適用される。ローカルルールの都合上、この板には他板からユーザーおよびスレッドが移ってくることがある。

#### 歴史
- 2001年10月22日 開設、gameサーバ
- 2003年3月13日 game4サーバに移転
- 2004年4月16日 game6サーバに移転
- 2004年7月14日 game8サーバに移転
- 2004年11月15日 game10サーバに移転
- 2006年12月22日 game11サーバに移転
- 2007年10月10日 game13サーバに移転
- 2008年9月12日 schipholサーバに移転
- 2009年3月21日 jfkサーバに移転

### 家ゲー攻略板
家庭用ゲームソフトのタイトルごとの情報交換や雑談をするための板。

### 家ゲACT攻略板
家庭用アクションゲームの攻略に関する話題を扱う板。

### 家ゲRPG攻略板
家庭用RPGの攻略に関する話題を扱う板。

### 家ゲーRPG板
家庭用ゲームのRPGの話題を扱う板。Xbox 360、PlayStation 3、Wiiなどのロールプレイングゲームのスレッドが立っている。アクションRPG、シミュレーションRPGのスレッドも立っている。ローカルルールではスレッドタイトルや1番目のレスでのネタバレ、RPG以外のゲームのスレッドが禁止されている。RPGに関連していてもRPGの攻略法、スーパーファミコン以前のゲーム、携帯ゲーム、ネットゲーム、PCゲーム、ギャルゲー、テーブルトークRPG、ファイナルファンタジー、ドラゴンクエスト、ポケットモンスター、同人誌、コスプレ、ハードウェア、ゲーム業界の話題なども他板でするべきとされている。

### FF・ドラクエ板
FF・ドラクエ板はファイナルファンタジーシリーズ(FF)とドラゴンクエストシリーズ（ドラクエ）の専門板。正式名称はFF＆ドラクエだけの話題＠フェレットは好きですか?である。
PINKちゃんねるにおけるLeaf,key掲示板と同様の「隔離板」。FF9発売前後に家庭用ゲーム板のスレッドがすべてファイナルファンタジー関連スレッドで埋め尽くされたため、FFシリーズおよびDQシリーズと他の家庭用ゲームソフトを分離させる目的で制作された。2003年に両シリーズの発売元が合併したことから最近では企業としてのスクウェア・エニックスの話題でスレッドが立つ場合もある。
正式名称の「フェレットは好きですか?」は板違い→イタチ飼い→フェレットからきている。
なお、月刊少年ガンガンほかの刊行物の話題は漫画板・少年漫画板の管轄となっている。ファイナルファンタジーXIの話題はネトゲ実況板の管轄となっているものの、同じオンラインゲームであるドラゴンクエストXに関する話題はそのままこの板の管轄であった。2012年の発売以降、同タイトル関連のスレッドが大量に立てられ問題視する声もあり、約4年後の2016年にようやくDQO（ドラゴンクエストオンライン）板が設けられた。また、FFXIやFFXVIもFFO（ファイナルファンタジーオンライン）板が設けられそちらで扱うようになった。しかし今度はこの板のスレッド保持数が減らされ、新作、特にDQXIのようなナンバリングタイトル発売時にはその作品のスレッドが乱立し、旧作や外伝作品、キャラクターについて語るスレッド等がすぐに落ちてしまう事態となった。そのため、これらは携帯ゲーRPG板やゲームキャラ板に立てられるようになった。

#### 歴史
- 2000年7月11日 - 家庭用ゲーム板から分離される。（pizaサーバー）
- 2001年7月26日 - サーバー移転。(piza→piza2)
- 2001年10月11日 - サーバー移転。(piza2→game)
- 2002年8月21日 - サーバー移転。(game→game2)
- 2004年1月2日 - サーバー移転。(game2→game5)
- 2004年4月16日 - サーバー移転。(game5→game6)
- 2004年7月14日 - サーバー移転。(game6→game8)
- 2004年11月15日 - サーバー移転。(game8→game10)
- 2006年12月22日 - サーバー移転。(game10→game11)
- 2007年10月10日 - サーバー移転。(game11→game13)
- 2008年9月6日 - サーバー移転。(game13→schiphol)

### 家ゲーSRPG板
家庭用シミュレーションRPGに関する話題を扱う板。ファイアーエムブレムシリーズの話題が突出して多く、逆にそれ以外の話題は控え目。アイディアファクトリースレのレベルの低さは目を覆うものがある。

### ロボットゲー板
ロボットゲー板はロボットを題材（およびロボットをメインとした）としたゲームの話題をメインにした板。家ゲーRPG板からロボットゲーム、特に後述するようにスレッドの流れが極度に速く、問題となったスパロボ関連スレッドを分離させる形で作られた。それゆえスパロボ隔離板とも呼ばれる。
『第3次スーパーロボット大戦α 終焉の銀河へ』発売発表前後から、家ゲーRPG板において立てられていたスレッドが2時間ほどで1000まで埋まるという状況が続き（当然ながら情報がほとんど出ていないことからスレッドタイトルとは関係がない雑談が中心であった）、異常ともいえるスレッド消化スピードのために次スレッドが重複するなどの事態が続発する。それ以外のスーパーロボット大戦シリーズ（以下スパロボ）関連スレも同様の状態であったこともあり、スパロボを始めとしたロボット関連ゲーム専用板として分離させる目的で制作された。ロボット関係ゲーム全般用の板ながら、看板画像がスパロボのタイトルロゴおよび戦闘画面に似せたものであることや、名無しの名称が『それも名無しだ』（元ネタはスパロボの登場キャラであるユーゼス・ゴッツォが『スーパーロボット大戦α』で発した台詞「それも私だ」から）なのは、上記のような板設立の経緯による。
一方、ロボットアニメとはよく言われるが、ゲームの分野ではRPG、SLGなどシステムによる分類が先にありきで、これらを横断するロボットゲーという括りは一般的であったとは言いがたい。また、スパロボ関連スレッドより流れが遥かに遅い他作品スレッドを一緒にしたのでは板設立の意義が問われるとの異論もあった。最終的にロボットゲー板への移転は各作品スレッドの住人の判断に委ねられることとなった。
前述の経緯により、スパロボ関連のスレッドが中心となっている。類似スレや単発の質問スレが立つことが多く、たびたび問題に上がることも多い。他の板と比べるとスレッドの消化スピードが速いスレッドが多いのも特徴である。

#### 歴史
- 2005年5月6日 - ロボットゲー板としてgame10サーバーに新設される。
- 2006年12月23日 - game11サーバーに移転。
- 2007年10月10日 - game13サーバーに移転。

### ギャルゲー板
ギャルゲーの話題をメインにした板。家庭用ゲーム板（当時）から分離してできた隔離板である。ただし、PCゲームでもギャルゲーであれば扱うことができる。
分離してできた経緯は少々複雑であり、PlayStation 2の発売を目前に控えた家庭用ゲーム板でスレッドの数が飽和状態となっていたことから始まる。2000年2月29日にプレステ板ができたが、マルチプラットフォームで発売されたゲームの話題が2つに分割されてしまうなどの問題がありプレステ板の活用は進まず、荒らしのスレッドで埋められる状態であった。PlayStationのソフトを家庭用ゲーム板から分離する必要性があるのかなどと住人間で論議が起きている最中に、運営側が突如プレステ板をギャルゲー板に変更して誕生した（飽和状態の家庭用ゲーム板から避難した少数のギャルゲーのスレがあった。また当時の板の名前は「ギャルゲー、、、」）。このため、ギャルゲー板の初期のスレッドにはギャルゲー以外のスレッドも存在する。
恋愛物とするか、女性キャラクターが主となるものかなど、ギャルゲーの定義が明確ではないため、（詳しくはギャルゲーを参照）PCゲーム板や家庭用ゲームの各板と多重にスレッドが立つこともある。ゲームに登場するキャラクターのスレッドも1人1スレッドを原則に認められているほか、電撃G's magazineやマジキューなどギャルゲーと関係の深い雑誌に関するスレッドも存在する。

#### 歴史
- 2000年2月29日 - 前身のプレステ板が誕生する。(2ch.serverサーバー）
- 2000年3月6日 - プレステ板から変更する形でギャルゲー板（当時の名前は「ギャルゲー、、、」）が誕生する。
- 2000年5月12日 - 2ちゃんねるのサーバーに負荷がかかり過ぎていたため、負荷を減らす目的で閉鎖される。
- 2000年6月1日 - ギャルゲー板として復活する。(mentaiサーバー）
- 2000年10月11日 - デフォルトの名無しが全板共通から「名無しくん、、、好きです。。。」に変更される。
- 2000年10月18日 - yasaiサーバーに移転。
- 2001年5月21日 - ローカルルールが施行される。
- 2001年8月26日 - 強制IDになる。
- 2001年8月29日 - 8月危機の影響で閉鎖される。
- 2001年9月9日 - 復活すると同時に強制IDもなくなる。
- 2001年10月11日 - gameサーバーに移転。
- 2002年5月4日 - 再び、強制IDになる。
- 2002年5月6日 - 任意IDに変更される。
- 2002年9月8日 - ローカルルールが改定される。
- 2003年2月7日 - ローカルルールが再び改定される。
- 2003年3月13日 - game4サーバーに移転。
- 2004年4月16日 - game6サーバーに移転。
- 2004年7月22日 - 再々度、強制IDになる。
- 2004年7月28日 - game9サーバーに移転。
- 2007年1月9日 - game12サーバーに移転。
- 2007年10月12日 - game14サーバーに移転。
- 2008年9月9日 - schipholサーバーに移転。
- 2009年3月21日 - jfkサーバーに移転。
- 2010年7月31日 - tokiサーバーに移転。

### 女向ゲー大人板
年齢制限のある女性向けゲームに関する話題を扱う板。ローカルルールで18歳未満の利用は禁じられている。取り扱い内容については以前から度重なる論議があり、2013年4月18日にPINKちゃんねるに移動しフォルダ名も変更された。旧リンクは現在でも移転を知らせる役割として残っている。

### 女向ゲー一般板
全年齢の女性向けゲーム全般（女性向けの、BL（ボーイズラブ）ゲーム・乙女ゲーム・百合（ガールズラブ）ゲーム・ゲイを扱うゲーム）を扱う板。正式名称は「女向ゲーム一般＠2ch掲示板」。18禁要素のある女性向けゲームは女向ゲーム大人板の担当となり、この板では扱わない。乙女ゲーム専用の板というわけではないが、乙女ゲームの割合が高いため、「乙女ゲーム板」、「乙女板」などと呼ばれることがある。
2003年10月17日にひとりの削除人により突発的に誕生した板。当時の女性向けゲームは、知名度が低く数が非常に少なかった。そのため、家庭用ゲーム板にスレッドを立てても過疎化しすぐに落ちるか荒らされてしまう状況であり、ギャルゲー板や同人板など板違いの板で住人の好意に甘えながらやっていくしかなかった。
当初は「ガールズゲー板」という名称で、女性向けゲーム全般ではなく、全年齢の乙女ゲームのみ扱い、BL（ボーイズラブ）ゲームは「ボーイズゲー板」（ガールズゲー板と同時に設立された板。現在の女向ゲーム大人板の前の名称）でというものだったのだが、18禁の乙女ゲームや全年齢のBLゲームはどうするのかという問題にぶつかったこと、「ガールズゲー板」という名称がギャルゲー板と間違えやすいなどの理由から、最終的には今の名称と形となる。
この板の大きな特徴としては、スレッドのタイトルの前に「乙女＠」、「BL＠」などをつけることだろう。これは、女性向けゲームが男女の恋愛を扱う「乙女ゲーム」と男性同士の恋愛を扱う「BLゲーム」の2種類があり、片方のジャンルしか興味がない・もう片方は苦手だというユーザーが多いためである。互いに干渉せず揉め事を起こさないため、棲み分けするにはどうするべきかという話し合いの末、スレッドのタイトルでどちらのジャンルを扱っているのか一目で判断できるこの案が採用された。
2007年から2015年にかけて、この板でもクソゲーオブザイヤーが行われており、4部門の中で唯一携帯電話ゲームも対象としていたが、2016年にゲームの検証者など投稿者の減少によって自然消滅同然で廃止された。
ちなみに名無しの由来は、乙女ゲームでときどき見られるイベントが元ネタである。

#### 歴史
- 2003年10月17日 - ガールズゲー板として新設される。（game4サーバー）
- 2007年10月 - サーバー移転でgame14になる。
- 2008年9月9日 - サーバー移転でschiphoになる。

### スポーツ・RACE板
野球・サッカーなどのスポーツゲームや、レースゲームを扱う板。ただし、家庭用ゲーム板（以下、家ゲー板）より分立した経緯から、原則として、家庭用（コンシューマー）ゲーム機における作品のスレッド（スレ）を立てることしか認められていない。したがって、野球盤などのアナログゲームやパソコンゲーム・アーケードゲームとして発表された作品専門のスレは対象外となる。また、同じ家庭用でも携帯ゲーム機の作品についても、携帯型ゲームカテゴリに属する板の対象となっており、当板では対象外となる。ただし、家庭用ゲーム機の作品と双方で展開しているシリーズ単位でのスレ（例：ファミスタシリーズ、ベストプレープロ野球）であれば、対象範囲内となる。
なお、格闘技をジャンルとしたゲーム（格闘ゲーム）については格闘ゲーム板があるが、プロレスゲームをはじめとする実在のプロ格闘技をモチーフとしたゲームは一応当板で扱われている。一方で、格ゲー板に入っているスレもあり、コンピュータゲーム関連書籍などのジャンル分けと同じく曖昧になっている。

#### 板新設の経緯
もともと家ゲー板では、実況パワフルプロ野球（パワプロ）・ウイニングイレブン（ウイイレ）シリーズ関係のスレが他ジャンルのシリーズ関係スレと同様に乱立し問題となっていた。2005年春ごろのゲーム関連の板再編の動きで、それらをはじめとするスポーツゲーム全般をまとめ、家ゲースポーツ板（仮）（いえゲースポーツいたかっこかりかっことじ）として設立（家ゲー板から分立）されたのが始まりである。
その後、スポーツ・RACE板（スポーツ・レースいた）への改称を経て、現在の名称となった。

### 歴史ゲーム板
歴史上の人物、出来事・書物を題材・モデルとしたゲームを扱う板。
板新設の経緯はゲームカテゴリの大幅な再編に伴うものである。新設当時は家ゲー歴史板であったが、家庭用ゲームの歴史に関する板なのか歴史に関するゲームを扱う板なのかわかりにくいこと（実際新設当初はゲームメーカーの歴史に関するスレなども立てられた）、パソコンゲームに関するスレも移転されていたことなどの理由から板名が変更された。

#### 歴史
- 2005年5月6日 家ゲー歴史(仮)として新設される（game10サーバー）
- 2005年5月16日 板名変更（家ゲー歴史→歴史ゲーム）
- 2006年12月22日 - サーバー移転。(game10→game11)
- 2007年10月10日 - サーバー移転。(game11→game13)
- 2008年9月12日 - サーバー移転。(game13→schiphol)

### 音ゲー板
音楽ゲームを扱う板。
もともと音楽ゲームはアーケード板や、家庭用ゲーム板などで取り扱われていた。しかし、当時のアーケード板は2ちゃんねるでトップを争うほどの書き込みがあり、過密化が問題になっていた。そのため、専門的な話題の多い音楽ゲームは、ゲーセン板、シューティング板、格闘ゲーム板、アミューズメント板とともに分割された。
それに伴い家庭用ゲーム板などの音ゲースレッドも移転することとなった。しかし携帯ゲーム機向けの音ゲーは、未だに音ゲー板以外の板でスレッドが立てられている。これは携帯ゲーム機向けソフトのスレッドが、ジャンルを問わず携帯ゲーソフト板で立てられるためである。音ゲー板でスレを立ててもレスが伸びず、dat落ちしてしまったということもあった。
また、格闘ゲームを扱う板が格闘ゲーム板であるのに対し、音楽ゲームを扱う板が音ゲー板（略称）である理由はゲーム音楽板との混同を避けるためである。
2005年5月に音ゲー板独自のデフォルトハンドルネーム（名無し）「爆音で名前が聞こえません」が導入されたが、それに次いで「20, Nonamer」や「1mmも名乗る気はしない」という案も人気であった。しかしこれはともにBEMANIシリーズに収録されているタイトルや楽曲の歌詞を引用したものであり、音ゲー板ではコナミ製以外の音ゲーも扱うためすべての音ゲーに共通して言える「爆音で名前が聞こえません」に票が集まった。
看板画像は現在、beatmaniaIIDX13 DistorteDを模したものである。

#### 歴史
- 2005年5月6日 - 音ゲー板新設
- 2006年11月17日 - PC識別符号表示機能追加
- 2006年12月22日 - サーバー移転。game10→game11
- 2007年10月10日 - サーバー移転。game11→game13
- 2008年9月12日 - サーバー移転。game11→schiphol

### 格闘ゲーム板
格闘ゲームに関する話題を扱う板。プレイヤーが上級者層と一般層に分かれすぎてしまったために衰退した格闘ゲームではあるが、この板の住人は基本的にレベルが低く、マナーも悪い。

### シューティング板
シューティングゲームに関する話題、関連する企業の話について、ハードや同人・商用の別なく扱う板（ただし、別の掲示板でスレッドを立てるタイトルのものもある）。
ファーストパーソン・シューティングゲーム（FPS）、サードパーソン・シューティングゲーム（TPS）の話題は、PCメインであればPCアクション板の管轄となっている。コンシューマー機メインの場合はこの掲示板で扱うことになっているが、家庭用ゲーム板でも板違いとはならないため、そちらに立てられることが多い。フライトシムと定められているものについてはフライトシム板の管轄となっている。

#### バナーについて
2007年11月現在、板のバナー（看板）は7種類用意されており、JavaScriptにてそのうち1つがランダムに表示されるようになっている。
- 「シューティング板 ラブ。」（白色） - トライアングル・サービスのスローガン「シューティングラブ。」にちなむ。同社の藤野社長直筆。
- 「シューティング板 ラブ。」（黒色）
- 『首領蜂』タイトルロゴ風
- 『グラディウス』タイトルロゴ風
- 『グラディウス』、バブルシステム起動画面風
- 『レイフォース』タイトルロゴ風
- 『ファンタジーゾーン』タイトルロゴ風

### PCアクション板
Windowsその他パソコン(Mac,UNIX系)で動作するFPS・TPS・アクションゲーム全般に関する話題を扱う板。

#### 歴史
- 2005年5月6日 - ゲーム関連板の再編に伴い新設される。当時のサーバーはgame9、板名は「洋げー(仮)板」。
- 2005年5月16日 - 板名が「洋げー(仮)板」から、現在の「PCアクション板」に変更される。
- 2007年1月9日 - サーバー移転。（game9 → game12）
- 2007年10月12日 - サーバー移転。（game12 → game14）
- 2008年9月9日 - サーバー移転。（game14 → schiphol）

### 東方Project板
東方Projectに関する話題を扱う板。

### フライトシム板
フライトシミュレーションに関する話題を扱う板。名無しの名前の「大空の名無しさん」は大空のサムライに由来する。

### 家庭用ゲーム板
おもにコンシューマーゲーム機用ソフトの新着情報や話題を扱う板。
もともとはゲーム板（現PCゲーム板）としてゲームの話題を一括で取り扱っていたが、1999年にLeafのアダルトゲーム「痕」で盗作疑惑が発生（詳細は竹林明秀参照）し、板内で騒動が勃発したことから、PCゲーム板、アーケード板、エロゲー板とともに分割され、開設された板である。
上記のような設立経緯から、その名の通り、PlayStation 2、PlayStation 3、Wii、Xbox 360と言った現行のコンシューマーゲーム機の新着情報や内容などの話題を取り扱い、ゲームソフトの話題のほかに、Xbox 360の実績、PS3のトロフィーネタ、市場における価格情報なども取り扱われる。

#### クソゲーオブザイヤー
この板のスレッドのひとつとして、ゲーム賞「ゲーム・オブ・ザ・イヤー」をなぞらえて「クソゲーオブザイヤー」（通称KOTY:Kusoge(Game) of The Year）がある。2004年からその年に発売されたゲームの中で一番の「クソゲー」を、プレイした人の総評で公正・客観的かつ厳密な規定の上で決定するという名目のネタスレッド(現在も権威あるものではなく、あくまでネタの方針)として始まり(厳密には2003年末のパイロット版スレッドが最古)、2010年には大手家電量販店がこのKOTYをネタにしたセールを行った事象まで発生している。
特に2007年据置機部門大賞作品の『四八（仮）』は、KOTYの運営方針ならびにクソゲーという言葉の定義もあらためて見返すことになるほどの余波を残し、KOTYスレが主観主義から客観主義へと変動する契機となった。
2008年据置機部門はノミネートされた7作品（『メジャーWii パーフェクトクローザー』、『メジャーWii 投げろ!ジャイロボール!!』、『奈落の城 一柳和、2度目の受難』、『大奥記』、『ジャンライン』、『神代學園幻光録 クル・ヌ・ギ・ア』、『プロゴルファー猿』）が例年ならばどれも大賞受賞に相当するほどのクソゲーぶりで、「クソゲー七英雄」と呼ばれるほどの“当たり年”だった。
この板では据置機で発売されたクソゲーのみをあつかい、携帯機部門（2007 - 17年）は携帯ゲームソフト板で、エロゲー部門（2008年創設）はPINKちゃんねるのエロゲネタ&業界板で、乙女ゲー部門（2007 - 15年）は女向ゲー一般板で扱われている。
2022年は据置機部門の大賞がなく、この年度をもって活動休止とするという声明が出された。
ニュースサイト「ねとらぼ」のライター・コンタケはゲーム業界の変化が休止の原因として指摘する声がネット上では最も多かったと述べている。具体的には、元々KOTYは「大手企業がフルプライスで出したパッケージ作品がつまらないことを笑い飛ばす」という側面があり、インディーゲームや、作りこみの甘い低価格作品が据置機に進出したことで、その存在意義が揺らいできたという。特に、ゲームの粗製乱造の一種であるアセット・フリップはKOTYにおいても影響を与え、選考対象をCEROレーティング審査作品に限定したことで、対象となる作品が限定された。これ以外にも、オンラインアップデートによる改善事例の増加や5ちゃんねるの衰退も原因として挙げられている。

##### 歴代大賞作品
| 年     | 据置機部門                                            | 携帯機部門                                             | 乙女ゲー部門                                                                        | エロゲー部門                                                                                              |
| ------ | ----------------------------------------------------- | ------------------------------------------------------ | ----------------------------------------------------------------------------------- | --- |
| 2004年 | ゼノサーガ エピソードII 善悪の彼岸                    | (未設置)                                               | (未設置)                                                                            | (未設置)                                                                                                  |
| 2005年 | ローグギャラクシー                                    | (未設置)                                               | (未設置)                                                                            | (未設置)                                                                                                  |
| 2006年 | ファンタシースターユニバース                          | (未設置)                                               | (未設置)                                                                            | (未設置)                                                                                                  |
| 2007年 | 四八（仮）                                            | アパシー 鳴神学園都市伝説探偵局 ONI零 戦国乱世百花繚乱 | クローバーの国のアリス〜Wonderful Wonder World〜                                    | (未設置)                                                                                                  |
| 2008年 | メジャーWii パーフェクトクローザー                    | めざせ!甲子園                                          | クリムゾン・エンパイア〜Circumstance to serve a noble〜                             | 魔法少女アイ参                                                                                            |
| 2009年 | 戦極姫〜戦乱に舞う乙女達〜                            | 戦極姫〜戦乱に舞う乙女達〜                             | ジョーカーの国のアリス〜Wonderful Wonder World〜 断罪のマリア THE EXORCISM OF MARIA | りんかねーしょん☆新撰組っ!                                                                                |
| 2010年 | ラストリベリオン                                      | ハローキティといっしょ! ブロッククラッシュ123!!        | 天下一★戦国LOVERS DS                                                                | 色に出でにけり わが恋は                                                                                   |
| 2011年 | 人生ゲーム ハッピーファミリー ご当地ネタ増量仕上げ    | 対戦チンチロリン                                       | 遙かなる時空の中で5                                                                 | ゾンビの同級生はプリンセス -不死人ディテクティブ- 学園迷宮エロはぷにんぐ! ～イクぜ!性技のダンジョン攻略～ |
| 2012年 | 太平洋の嵐 ～戦艦大和、暁に出撃す!～                  | ヘビーファイア・ザ・チョーズン・フュー                 | キミカレ〜新学期〜                                                                  | SEX戦争 ～愛あるエッチは禁止ですっ!～                                                                     |
| 2013年 | ビビッドレッド・オペレーション -Hyper Intimate Power- | ホームタウンストーリー                                 | 該当作なし                                                                          | 明日もこの部室で会いましょう                                                                              |
| 2014年 | 仮面ライダー サモンライド!                            | インフィニタ・ストラーダ                               | クローバー図書館の住人たち                                                          | 新世黙示録 ―Death March―                                                                                  |
| 2015年 | アジト×タツノコレジェンズ                             | 機動戦士ガンダム バトルフォートレス                    | 新テニスの王子様～Go to the top～                                                   | 戦極姫6 ～天下覚醒、新月の煌き～                                                                          |
| 2016年 | 古き良き時代の冒険譚                                  | Wizardry 囚われし亡霊の街                              | （廃止）                                                                            | グリモ☆ラヴ ～放課後のウィッチ～                                                                          |
| 2017年 | RXN -雷神-                                            | 該当作なし                                             | （廃止）                                                                            | ママとの甘い性活II                                                                                        |
| 2018年 | RPGツクールMV Trinity                                 | （廃止）                                               | （廃止）                                                                            | 孕ら・ポコ! ～異能催眠で女学園を孕ませ征服～                                                              |
| 2019年 | サマースウィートハート                                | （廃止）                                               | （廃止）                                                                            | 崩壊天使アストレイア                                                                                      |
| 2020年 | ファイナルソード                                      | （廃止）                                               | （廃止）                                                                            | LOVE・デスティネーション                                                                                  |
| 2021年 | バランワンダーワールド                                | （廃止）                                               | （廃止）                                                                            | Cuteness is justice                                                                                       |
| 2022年 | 該当作なし                                            | （廃止）                                               | （廃止）                                                                            | 悪魔と夜と異世界と                                                                                        |
| 2023年 | （廃止）                                              | （廃止）                                               | （廃止）                                                                            | JINKI -Unlimited-                                                                                         |
| 2024年 | （廃止）                                              | （廃止）                                               | （廃止）                                                                            | GEARS of DRAGOON 3 ～竜刻のレガリア～                                                                     |

### 家ゲーZ区分板
年齢制限のある家庭用ゲームに関する話題を扱う板。

### レトロゲーム板
98DOSゲームを含むWindows 3.1までのPCゲーム、3DO、PC-FXを含むSFCまでの家庭用ゲーム、90年代前半頃までのアーケードゲームに関する話題を扱う板。FF、ドラクエ、エロゲー、携帯ゲームは専用板で扱う。

### 家ゲーレトロ板
ファミリーコンピュータ、スーパーファミコン、PCエンジン、メガドライブの作品や、その時代のメーカーに関する話題を扱う板である。携帯型ゲーム機の古い機種の作品については携帯ゲームレトロ板で扱っている。旧掲示板名は、レトロゲーム2板。

### レトロ32bit以上板
32bit以上の家庭用ゲーム機・ゲームソフトの話題を扱う板である。改称前の名称は90年代家庭用ゲーム板で、いわば1990年代に出ていた家庭用ゲームソフトならなんでもありということになっており、第5世代以前の1990年代に制作されたゲームの話題についても黙認はされていたが、のちにアーケードゲームについてはアケゲーレトロ板、第4世代の家庭用ゲーム機については家庭用レトロゲーム板へと分割され、取り扱う話題のテーマが明確になった。
開設当時レトロゲー扱いだったPlayStation、セガサターン、3DO、ドリームキャスト、NINTENDO 64、PC-FX、バーチャルボーイ、ピピンアットマークといった第5世代の家庭用ゲーム機に関する話題を扱う板であったが、2013年にWii U、PlayStation 4、Xbox Oneの次世代機の出現のため第6世代であるPlayStation 2、ニンテンドー ゲームキューブ、Xboxもレトロゲー扱いとなり、話題として扱っても良いのだが、2ちゃんねるの板全体の過疎化過密化によりそれらのスレッドが立つことはない。

### アーケード板
ゲームセンター設置のアーケードゲームに関する話題を扱う板。
掲示板設置後はアーケードゲームのさまざまなジャンルを取り扱っていたため、立てられるスレッドや利用者、話題の過密化が問題となり、2005年に音楽ゲーム、シューティングゲーム、格闘ゲームの3つのジャンルを、新設された音ゲー板、シューティングゲーム板、格闘ゲーム板で取り扱うことになった。その後メダルゲーム・プライズゲームの話題もアミューズメント板で取り扱われることになった。現在は残りのレースゲームや『三国志大戦』や『WCCF』といったアーケード系オンラインゲームの話題が中心となっている。
なお、個々のゲームセンターについての話題はゲーセン板、ゲームに登場するキャラクターに関する話題はゲームキャラクター板（これら2板も上記3板と同日の創設）で扱っている。かつてはネットウォッチ板と並ぶ個人叩きが横行する板ではあったが、上記の板の分裂などによりその後は減少した。

### アケゲーレトロ板
古いアーケードゲームに関する話題を扱う板。正式名称はアケゲーレトロ板＠2ch掲示板。アーケード板の過密状況を鑑みて設立された。新しいアーケードゲームについてはアーケード板で扱う。

#### 歴史
- 2010年3月3日 - 韓国ドメインからの2ちゃんねるへのサイバーテロ事件によってdubaiサーバーのハードディスクが2台とも故障し、すべてのログを消失。

### メダル・プライズ板
メダルゲームやプライズゲームやエレメカに関する話題を扱う板。

### ゲーセン板
ゲームセンターについての話題を扱う板。ゲーセンとはゲームセンターの略称。
日本全国で営業しているゲームセンターの情報を交換している。おもに都道府県で分けられた地域別のゲーセン比較の話題が多く、設置されているゲームや台数、プレイ料金、客層などの話題が中心となっている。ゲーム内容についての話題は、アーケード板および派生先の格闘ゲーム板、音ゲー板、シューティングゲーム板などで扱っている。

### PCゲーム板
Windows・Mac・UNIX等のコンピューターで動作するゲームに関する話題を扱う板。アクションゲーム・ネットゲーム・フライトシミュレーション・PC98DOSゲーム・同人ゲーム・エロゲーは専門板で扱う。以前はゲーム全般を扱うゲーム板だった。

### 同人ゲーム板
フリーゲームやシェアウェアのゲーム、クローンゲーム、同人ゲームなどをテーマとした板。
ブラウザゲームに関してはブラウザゲーム板で、成人向けのアマチュアゲームに関してはエロ同人板で扱っている。ツクールシリーズの制作ツールで制作された作品に関するスレッドも多い。

### ブラウザゲーム板
ブラウザゲームに関する話題を扱う板。正式名称はブラウザゲーム＠2ch掲示板。2005年5月6日にゲーム系の板を大量に分割した際に新設された。

### 卓上ゲーム板
電源不要のゲーム全般を扱う板。正式名称は卓上ゲーム＠2ch掲示板。テーブルゲーム、アナログゲームを総合的に扱う。ただし、2ちゃんねる内に専用の掲示板をもたないゲームに限る。2009年1月現在ではおもに以下のようなゲームについて扱われている。
- テーブルトークRPG（TRPG）
- プレイバイメール
- ゲームブック
- ウォー・シミュレーションゲーム（コンピューターを用いないか、用いても補助にとどまるもの）
- ボードゲーム
- カードゲーム(デッキを組まないもの）
- パーティーゲーム
- バックギャモン、投扇興、軍人将棋などの伝統的なゲーム

専用の板をもたないゲームについて扱うという性質上、特定のテーブルゲーム専用の新設板ができると、それ以降は話題がその板に移行される。かつてはトレーディングカードゲーム、トランプ、オセロ、連珠、プレイバイウェブ（定期更新型オンラインゲーム）なども卓上ゲーム板で扱われていたが、現在はそれぞれ専用板に移行されている。野球盤、ポンジャン、人生ゲームなど玩具色の強いテーブルゲームについてはおもちゃ板との切り分けが曖昧となっている。

#### 歴史
1999年10月24日に設立された囲碁・将棋・ボードゲーム板を母体とする。この板は囲碁や将棋に加え、チェス、オセロ、トレーディングカードゲーム、テーブルトークRPGなどすべてのテーブルゲーム全般を扱う板であった。
2000年9月12日、囲碁・将棋・ボードゲーム板から分割する形で卓上ゲーム板が新設される（同時に囲碁・将棋・ボードゲーム板は「囲碁・将棋板」に名称変更される）。設立当初は、囲碁・将棋以外のすべてのテーブルゲームを卓上ゲーム板が扱っていたが、2ちゃんねるの板が新設・整理していくにともなって多くのゲームが別の板へと話題が移行されるようになった。なお、設立直後の名無しさんは、トランプにちなんだ「ハートのAさん」であった（当時まだトランプ板は設立されていない）。翌10月、テーブルトークRPG用語から取った「NPCさん」へと改訂される。
囲碁・将棋・ボードゲーム板当時は全く異なるゲームジャンルを嗜好をもつものが共存する雑居板であったが、卓上ゲーム板が設立され、さらに卓上ゲーム板で扱うジャンルが整理されていくにつれ、トレーディングカードゲームとテーブルトークRPG関係のスレッドが卓上ゲーム板の二大勢力として存在するようになる。
2005年5月6日にはトレーディングカードゲーム板（TCG板）が設立され、三分の一以上を占めていたトレーディングカードゲーム関係のスレッドが新設板に移行するという大規模な整理を経て現在に至る。

### TCG板
トレーディングカードゲームに関する話題を扱う板。

### 将棋・チェス板
将棋、チェス、シャンチー、中将棋といった駒を使用するボードゲームに関する話題を扱う板。将棋のスレッドが大多数を占める。
2ちゃんねる草創期に存在した「ゲーム板」がコンピュータゲームの話題が中心であり囲碁・将棋などの話題をしづらかったことや、当時の「初心者板」で行われていた連珠をするスレッドが興味のない人から疎まれていたため、「囲碁・将棋・オセロなどの話題を専門扱う板」の設立が要望され、それに答える形で1999年10月24日に囲碁・ボードゲーム板として誕生した。設立当初は「囲碁・将棋・ボードゲーム板」という名前で古今東西のあらゆるテーブルゲームをすべて扱う板であったため、非常に雑多で混沌とした雰囲気を持っていた。
2000年に卓上ゲーム板が新設され、ボードゲーム関係がそちらに移行したことにともない、名称が囲碁・将棋板に変更された。囲碁、将棋以外にもオセロ、チェスに関する話題も扱われていた。しかしそれでも異なるジャンルである囲碁と将棋を同時に扱うことには異論がたびたび起こり、オセロとチェスの存在は板名からは窺い知ることは難しく話題が相容れないこともあって、板分割の検討が行われてきた。2005年のゲーム系カテゴリの大整備にともない、囲碁・オセロ（石を使用する）と将棋・チェス（駒を使用する）に分割され、bgameフォルダは将棋・チェス板が引き継いでいる。

#### 歴史
- 1999年10月24日　囲碁・将棋・ボードゲーム板として新設される。(2ch.net)
- 2000年8月29日　サーバー移転。(2ch.net→cocoa)
- 2000年9月12日　卓上ゲーム板の新設により名称が「囲碁・将棋板」に変更される。
- 2001年10月11日　サーバー移転。(cocoa→game)
- 2004年1月4日　サーバー移転。(game→game2)
- 2004年4月16日　サーバー移転。(game2→game6)
- 2005年5月6日　囲碁・オセロ板と将棋・チェス板に平等分割される。
- 2007年10月　サーバー移転でgame14になる。
- 2008年9月　schipholサーバーに移転。
- 2008年11月　サーバー移転でanchorageになる。
- 2010年7月　tokiサーバーに移転。
- 2011年12月　toroサーバーに移転。
- 2014年5月　サーバー移転。(toro→peace)

### 囲碁・オセロ板
囲碁、オセロ、連珠などの石を使うゲームに関する話題を扱う板。スレッド数は囲碁に関するものが一番多く、オセロがそれに続く。連珠などその他のゲームはスレッド数が少ない。正式名称は「囲碁・連珠・オセロ＠2ch掲示板」である。もともと囲碁やオセロ、連珠は将棋やチェスとともに囲碁・将棋板で取り扱われていた。しかし、もともと違うジャンルである競技を1つの板で扱うことに関しては異論もあり、2006年5月6日のゲームカテゴリの大量新設に伴い分割されることとなった。

#### 歴史
- 2005年5月6日 - 「囲碁(囲碁・連珠・オセロ/石系)(仮)＠2ch掲示板」として新設される。
- 2005年5月16日 - 正式名称が「囲碁・連珠・オセロ＠2ch掲示板」に変更される。
- 2007年10月 - サーバー移転でgame14になる。

### クイズ雑学板
クイズや雑学に関する話題を扱う板。

### ハード・業界板
ハード・業界板またはゲーム業界、ハードウェア板はゲームクリエイターおよびプラットフォームホルダー（任天堂・SIE/ソニー・MS）を中心としたゲーム業界に関する話題を扱う。開設時の板名はゲームハード・業界板であったため、その時の名残から略称にはゲハ板が用いられる。
一日の平均書き込み数は2ちゃんねるのゲーム系カテゴリの中では多い部類にあり、スレッドの消費も速めである。速報的なスレッドも立てられており運営からニュース寄りの板と言われたこともある。テレビゲームの大型見本市であるE3、TGSや各ハードメーカーの業績発表会などの開催時期になると、その内容に応じて掲示板の書き込みも活発になる。
また、ゲーム業界とハードシェアを種に一般利用者同士がポジショントークを行い、煽り合う掲示板として知られており、掲示板利用者の言動がメルカノ。などの漫画のネタにされたこともある。ゲートキーパー問題が発覚して以降は、この板での過度な煽り合いは各メーカーがネット工作によるステマを行っているせいであるといった陰謀論も囁かれており、こういった利用者の行動は内外から「見えない敵と戦っている」と評される。
当掲示板のスレッドをメインに扱うまとめサイトもいくつか存在し、ゲハブログと呼ばれている。ゲハ板では、2ちゃんねる系まとめサイトは無断転載と引きかえにアフィリエイト広告で収入を得ているだけではなく、上述のステマにも加担しているのではないかといった疑念があるためゲハブログに対する嫌悪感が強くあり、2011年末にはゲハブログへの対策としてローカルルールを改正して転載禁止にしようという議論が行われたが、2ch運営側からは却下されている。しかし、2012年6月4日に最大手ゲハブログとして挙げられている2つのブログに対して2ちゃんねるのスレッド転載を禁じる告知が掲載された。
2013年8月に発生した2ちゃんねるビューアの個人情報流出事件でもネタ祭りとなった。
『超次元ゲイム ネプテューヌ』など開発スタッフが意図的にゲハ板で使われているネタを利用したゲームもある。また、『SICKS〜みんながみんな、何かの病気〜』では「ゲハ民のゴキブリ」とSCE/ソニー信者を扱き下ろしたこともある。
2013年よりクソゲーオブザイヤーが家庭用ゲーム板より分派している。

#### 歴史
- 2000年4月4日 - ゲームハード・業界板として開設される。
- 2000年6月 ebi→mentaiにサーバ変更
- 2001年10月 mentai→gameにサーバ変更
- 2002年8月 game→game2にサーバ変更
- 2004年1月 game2→game5にサーバ変更
- 2004年4月 game5→game8にサーバ変更
- 2004年7月 game8→game10にサーバ変更
- 2004年12月 GK発覚を受けて、名無しが一時的にGatekeeper774.2ch.co.jpになる
- 2006年12月 game10→game11にサーバ変更
- 2007年2月 game11→ex21にサーバ変更
- 2007年3月 ex21→ex22にサーバ変更
- 2007年6月 ex22→ex23にサーバ変更
- 2007年12月 ex23→namidameにサーバ変更
- 2008年11月 namidame→dubaiにサーバ変更
- 2010年3月 韓国ドメインからの2ちゃんねるへのサイバーテロ事件により、2008年11月以降の過去ログが消失。1週間の機能停止の後、yutoriにサーバ変更
- 2010年6月 yutori→live28→hayabusa→live28→kamomeと頻繁にサーバ変更。ID表示が廃止され、一時期スレ保持数が10程度に激減。その後スレッド保持数は200まで戻るものの、スレッドが他板より落ちやすいことに変わりはなく、勢いのあった速報＠ゲーハー板やソフト売上を見守るスレッド、その他シリーズの続いていたスレッドの多くがそのままゲームサロン板や外部板へ一時的に移住した。そのため、一時は4万あった1日の平均書き込み数が1万台まで落ちるほどになった。
- 2010年9月 スレ保持数が200から他の板と変わりのないところまで戻り、ID表示が復活。
- 2011年12月 kamome→toroにサーバ変更
- 2012年2月 toro→anagoにサーバ変更

### モンハン板
モンスターハンターシリーズに関する話題を扱う板。
対象となる作品によって以前扱っていた板は異なるが、携帯ゲー攻略板でモンスターハンターポータブルシリーズの話題が多くを占めていたことから、携帯ゲー攻略板からの分割ないし話題の隔離の役割があると考えられる。

### 裏技・改造板
ゲームの裏技やプロアクションリプレイなどを使った改造に関する話題を扱う板。
改造については、いわゆるチートと呼ばれるソフトウェア的な改造（ハッキング）と、マジコン・ディティールアップ・その他などのハードウェア的な改造に大別されるが、話題の性質上親和性が高い東南アジア独特の文化と言えるパチモノ・ハックロムも話題の範疇に含む（ただし現在、この話題に関するスレが立つ事はほとんどない）。裏技と銘打たれてはいるが、正規のプレイでの攻略情報の範囲であるところの裏技はほとんど取り扱われない。

#### 歴史
- 2005年5月6日 - 新設された。
- 2006年12月 - サーバー移転。(game9→game12)
- 2007年10月 サーバー移転でgame14になる。

### ゲームキャラ板
ゲームのキャラクターを扱う板。正式名称はゲームキャラクター＠2ch掲示板である。

### ゲーム音楽板
ゲームの音楽や作曲家に関する話題を扱う板。

### カードゲーム板
トランプ・花札・UNO・カルタ・百人一首をはじめ、カード以外の道具や電脳媒体を併用しないカードゲームに関する話題を総合的に扱う板。

従来は、トランプの話題のみを扱う板であった。

トレーディングカードゲーム・専門板のあるカードゲーム・カード以外の道具も使うゲーム等は、それぞれ専用の板でスレッドを立てる必要がある。